# Dublin Grand Prix of Race Walking 2013
Dublin Grand Prix of Race Walking 2013 – zawody lekkoatletyczne w chodzie sportowym, które odbyły 29 czerwca w Dublinie. Impreza była kolejną w cyklu IAAF Race Walking Challenge w sezonie 2013.     

## Rezultaty

### Mężczyźni
| Konkurencja:  | 1. miejsce     | Rezultat | 2. miejsce       | Rezultat | 3. miejsce        | Rezultat |
| Chód na 20 km | Erick Barrondo | 1:20:25  | Benjamín Sánchez | 1:23:25  | Omar Segura       | 1:25:00  |
| Chód na 50 km | Aku Partanen   | 3:58:50  | Dan King         | 4:17:15  | Christer Svensson | 4:42:08  |

### Kobiety
| Konkurencja:  | 1. miejsce       | Rezultat | 2. miejsce        | Rezultat | 3. miejsce             | Rezultat |
| Chód na 20 km | María José Poves | 1:29:58  | Yanelli Caballero | 1:30:58  | Mayra Carolina Herrera | 1:31:25  |